# Tatjana Borissowna Dmitrijewa
Tatjana Borissowna Dmitrijewa (russisch Татьяна Борисовна Дмитриева; * 21. Dezember 1951 in Iwanowo, Sowjetunion; † 1. März 2010 in Moskau) war eine russische Medizinerin, Psychiaterin und Politikerin.

## Biografie
Die Tochter eines Ärzteehepaars studierte nach dem Schulbesuch Medizin an der Staatlichen Medizinakademie Iwanowo, die sie 1975 abschloss. Anschließend erwarb sie nach einer Weiterbildung die Zulassung als Psychiaterin. Im Anschluss absolvierte sie weitere Fortbildungen an der Staatlichen Medizinakademie in Iwanowo sowie in Kliniken und beim Staatlichen Wissenschaftszentrum für Sozialpsychiatrie und Gerichtspsychiatrie in Moskau. Zugleich erfolgte ihre Promotion mit einer Dissertation zur Psychopathie.
1976 begann sie ihre berufliche Tätigkeit als Mitarbeiterin am Staatlichen Wissenschaftszentrum für Sozial- und Gerichtspsychiatrie, deren Direktorin sie schließlich 1990 wurde. In dieser Funktion war sie auch seit 1992 Leiterin der Abteilung für Sozial- und Gerichtspsychiatrie der Medizinischen Akademie von Moskau sowie seit 1995 Stellvertretende Vorsitzende der Psychiatrischen Gesellschaft.
Am 22. April 1996 wurde sie zur Gesundheitsministerin in die Regierung von Ministerpräsident Wiktor Stepanowitsch Tschernomyrdin berufen und behielt dieses Amt bis kurz vor dem Ende von Tschernomyrdins Amtszeit am 6. März 1998. Zugleich war sie zwischen 1996 und 2000 auch Vorsitzende der Kommission für Gesundheit beim Sicherheitsrat des Russischen Präsidenten.
1999 erfolgte ihre Wahl zur Abgeordneten der Duma. Zuletzt war sie auch Vorsitzende der Sektion Psychiatrie beim Akademischen Rat des Gesundheitsministeriums sowie Vorsitzende des Rates für Dissertationen des Wissenschaftlichen Zentrums für Sozial- und Gerichtspsychiatrie.
Dmitrijewa, die während ihrer beruflichen Laufbahn mehr als 300 Fachaufsätze verfasste, wurde 1997 zunächst Korrespondierendes Mitglied und dann 1999 Mitglied der Russischen Akademie für Medizinische Wissenschaften (Российская академия медицинских наук) und wurde darüber hinaus auch mit dem Verdienstorden für das Vaterland ausgezeichnet.